# Прокопов Йосип Федорович

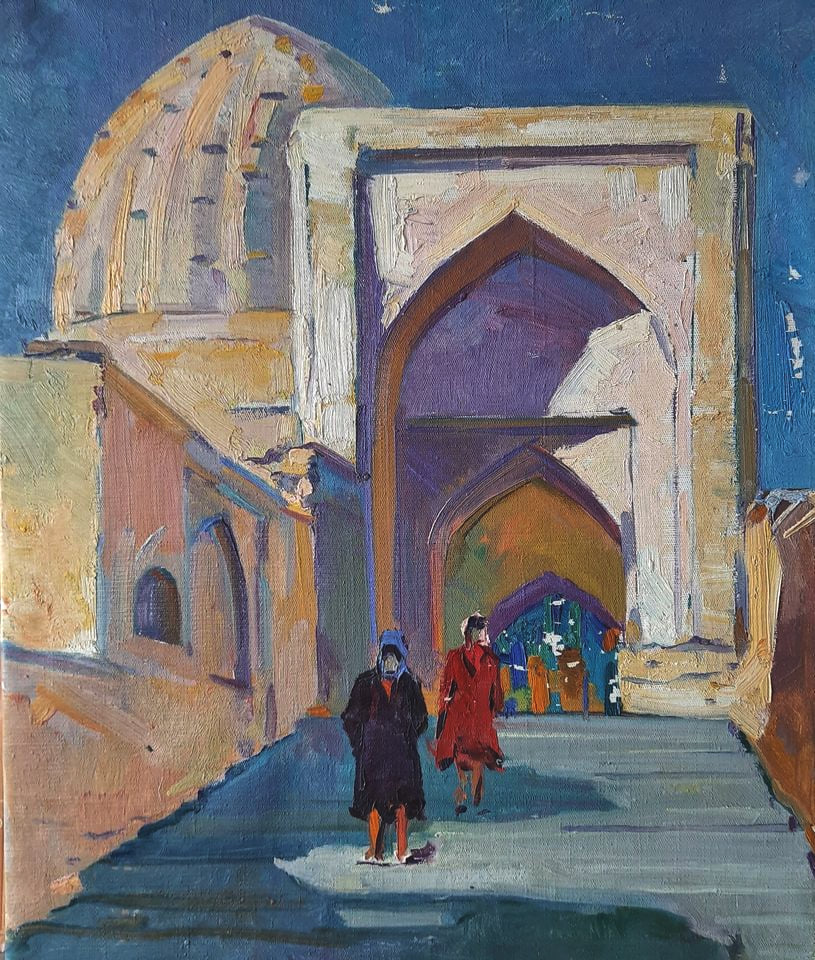
«Бухара», 1965 р.

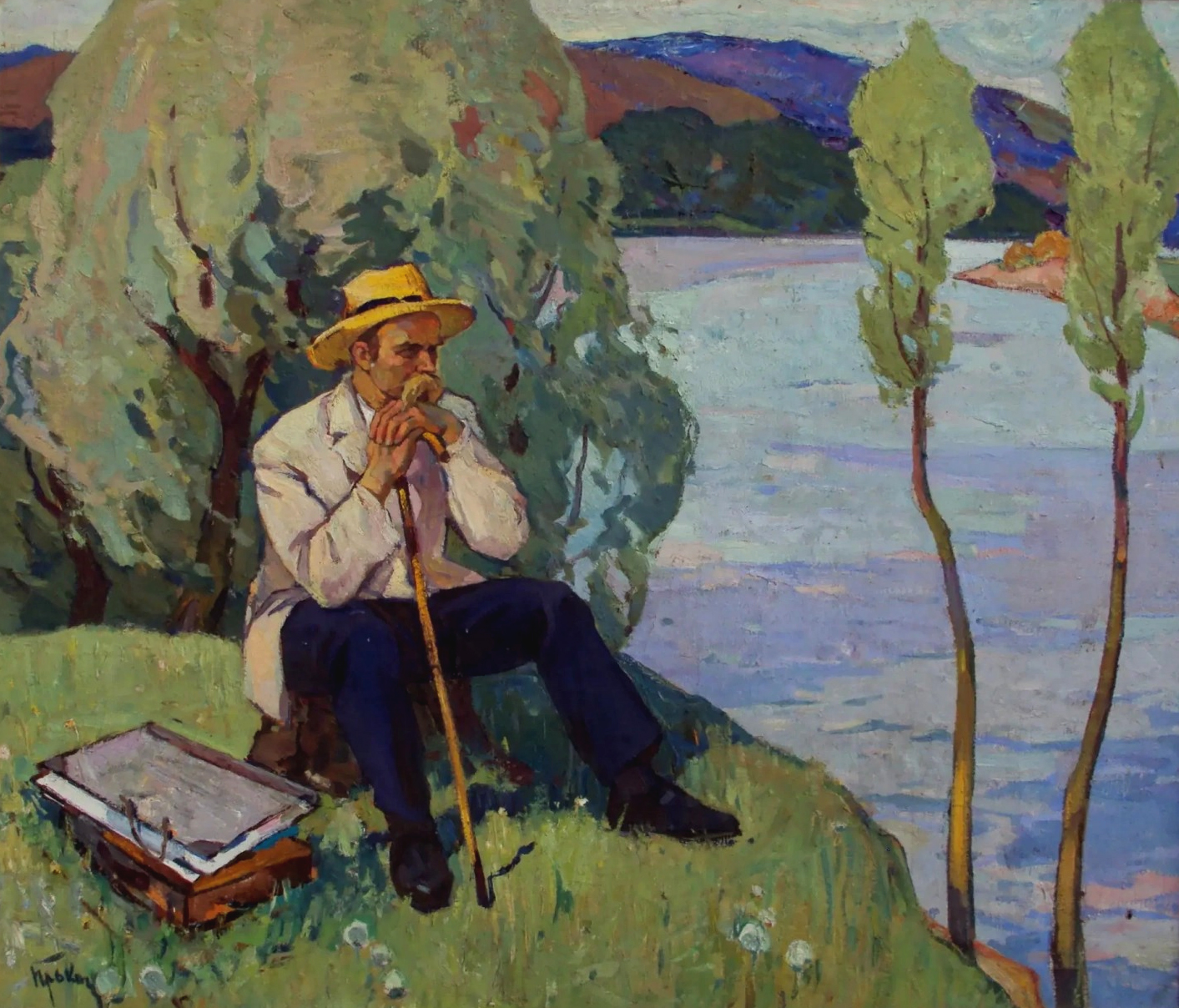
«Шевченко в Україні», 1966 р.

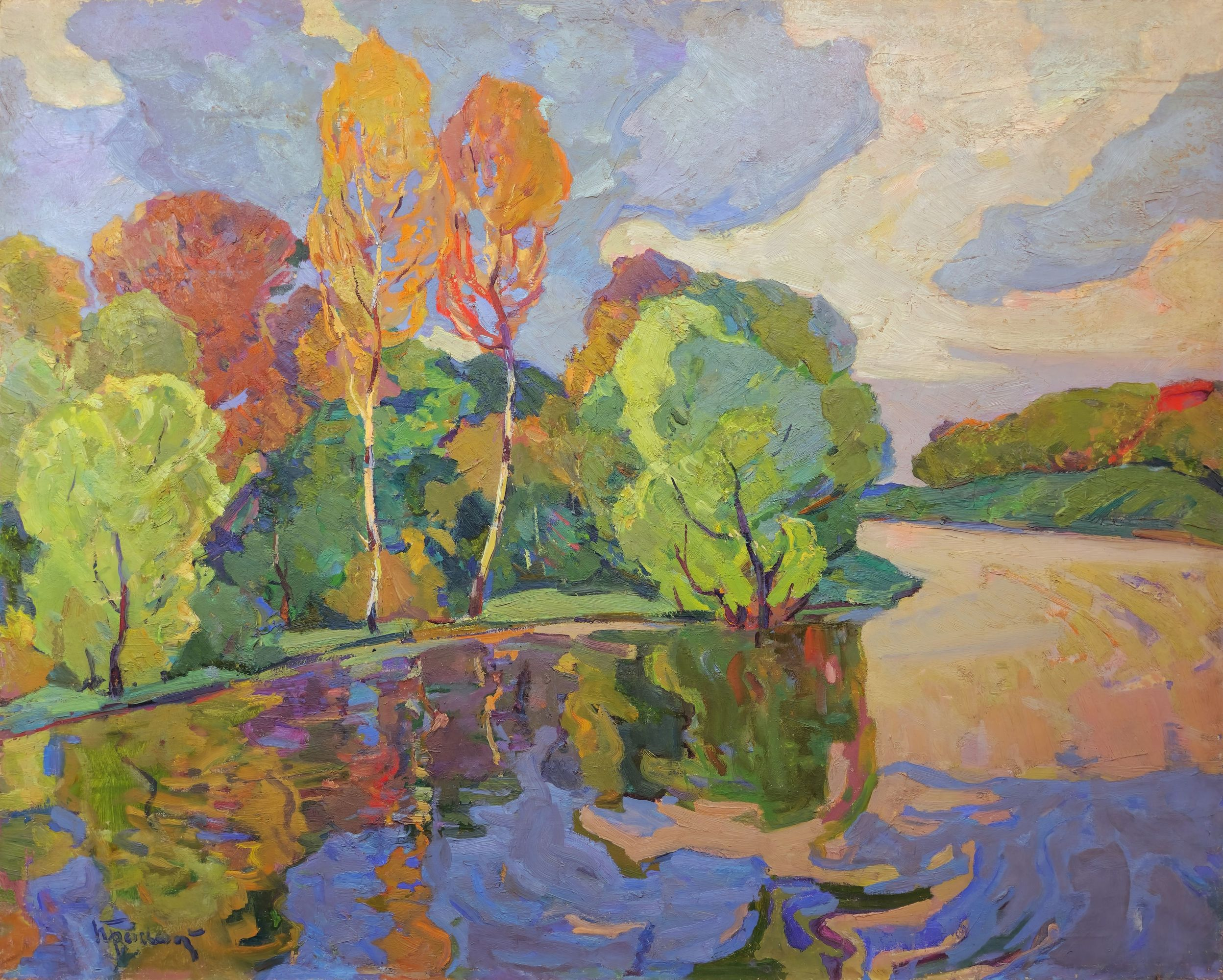
«Весна», 1968 р.

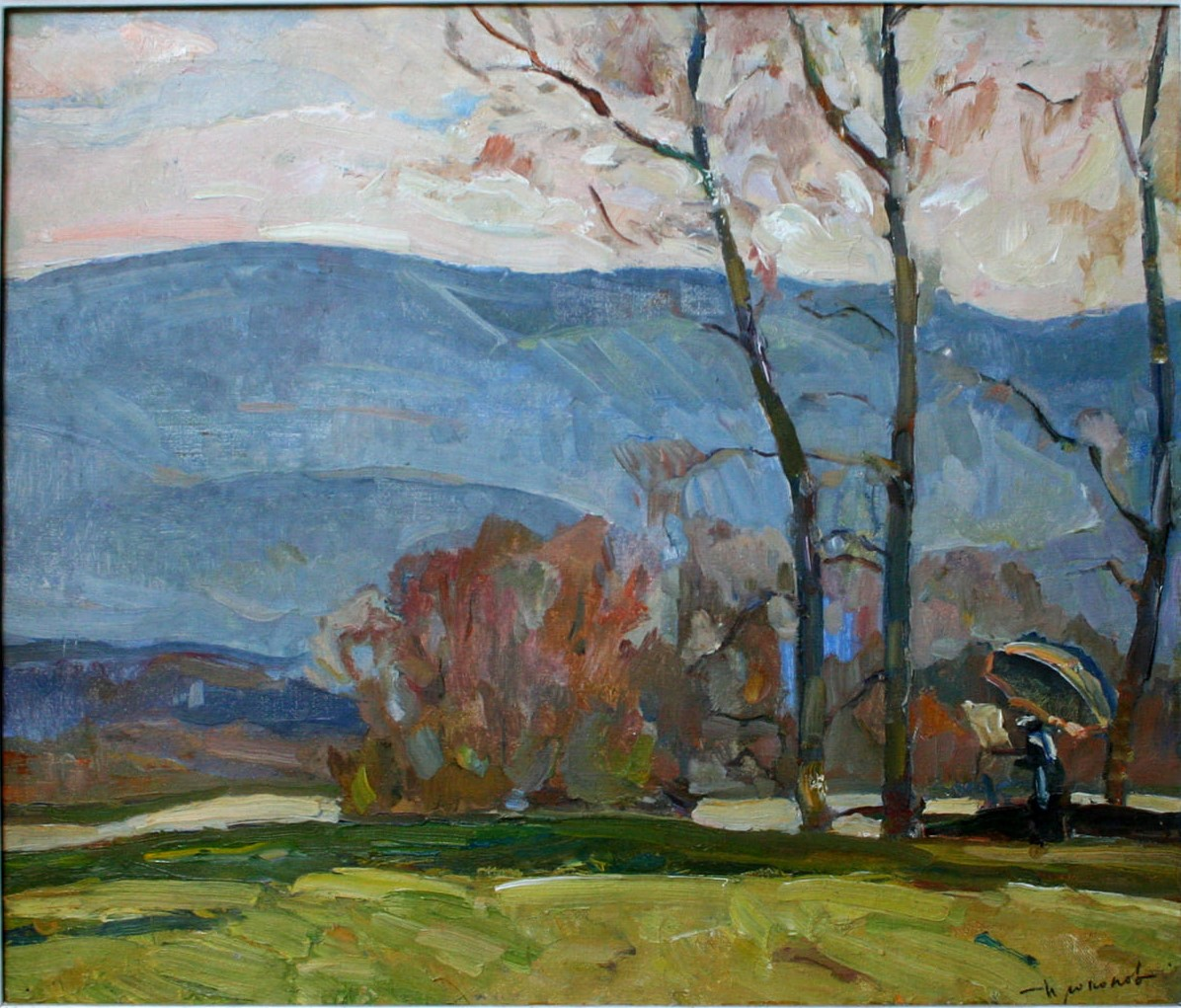
«Антон Кашшай на етюдах», 1978

Йосип Федорович Про́копов (10 квітня 1918, Нова Кріуша — 13 жовтня 1984, Київ) — український радянський живописець; член Спілки радянських художників України з 1960 року (у 1968—1972 роках — член правління). Батько скульптора Євгена Прокопова.

## Біографія
Народився 10 квітня 1918 року в селі Новій Кріуші (нині Калачіївський район Воронезької області, Росія), яке тісно пов'язане з історією українського козацтва. 1939 року закінчив Пензенське художнє училище. Брав участь у німецько-радянській війні. Служив у технічній службі 57-го гвардійського винищувального авіаційного полку, старший сержант. Нагороджений двома медалями «За бойові заслуги» (25 листопада 1942; 28 червня 1945).
1951 року закінчив Київський художній інститут, де навчався у Федора Кричевського, Карпа Трохименка, Сергія Меліхова. Протягом 1951—1972 років працював художнім та старшим редактором видавництва «Радянська школа», заступником голови та головним художником Художнього фонду України.  
Основна галузь — пейзажний живопис. Природа — головний мотив творчості Й.Прокопова. Автор серії картин, присвячених перебуванню Т. Шевченка в Україні, в яких майстерно поєднано емоційні переживання поета та настрій природи. 
Помер у Києві 13 жовтня 1984 року.

## Творчість
Працював у галузі пейзажного живопису. Автор серії картин, присвячених перебуванню Тараса Шевченка в Україні. Серед робіт:
- «Перший політ» (1951);
- «Мальовничий вид з даху будинку» (1952);
- «Дорога на Кролевець» (1962);
- «Село Шевченкове» (1964);
- «Близько Канів» (1964);
- «Бухара» (1965);
- «У Донбасі» (1965);
- «Шевченко в Україні» (1966);
- «Морський порт в Херсоні» (1967);
- «Рідне село» (1967);
- «Київ ввечері» (1968);
- «Осінь у полі» (1968);
- «Весна» (1968);
- «Біля приплаву» (1969);
- «Морський порт» (1969);
- «Рідне село» (1969);
- «Над рікою» (1969);
- «Київ уночі» (1970);
- «Ужгород» (1970);
- «Молоді берези» (1971);
- «Біля ставка» (1972);
- «Сади цвітуть» (1972);
- «Голуба земля» (1974);
- «Після дощу» (1978);
- «Моє вікно» (1978);
- «Антон Кашшай на етюдах» (1978);
- «Літо» (1978);
- «Поле вранці» (1980);
- «Сінокіс» (1980);
- «Осінь» (1980);
- «Седнів. У парку» (1980).

Брав участь у обласних, республіканських, міжнародних виставках з 1958 року. Персональні посмертні виставки відбулися у Вашингтоні та Чикаго у 2011 році. 
Окремі роботи зберігаються в Рівненському краєзнавчому музеї, Горлівському та Донецькому художніх музеях, Українському національному музеї в Чикаго, Пензенській картинній галереї.